# 馬拉松 (紐約州村)
馬拉松（英語：Marathon）是位於美國紐約州科特蘭縣的村。

## 人口
根據2020年美國人口普查的數據，馬拉松的面積為2.93平方千米，皆為陸地。當地共有人口892人，而人口密度為每平方千米304人。